# Jamesia fuscofasciata
Jamesia fuscofasciata là một loài bọ cánh cứng trong họ Cerambycidae.